# Jere Lehtinen
Jere Lehtinen (Espoo, 1973. június 24. –) finn profi jégkorongozó.

## Karrier
Az 1992-es NHL-drafton választotta ki a Minnesota North Stars csapata a 88. helyen. Itt nem játszott csak mikor a csapat átköltözött Dallasba. Háromszor nyerte meg a Frank J. Selke-trófeát, amit a legjobb védekező csatárnak ítélnek oda. 1999-ben megnyerte a csapattal a Stanley-kupát.
A válogatottban is fontos tag. Rendszeresen részt vesz a világtornákon, amelyeken sok érmet szerzett, többek között egy olimpiai ezüstöt (2006) és három bronzot(1994, 1998, 2010), egy világbajnoki aranyat (1995) és a 2004-es Jégkorong Világkupa ezüstérmét. Az 1995-ben aranyérmet nyert csapatnak az első sorában volt Saku Koivuval és Ville Peltonennel amit a finn szurkolók csak "Ankkalinnan pojat"-nak (A duckburgi fiúk) hívtak, utalva a becenevükre: Tuppu, Huppu, Luppu=Huey, Dewey, Louie (magyarul Tiki, Niki és Viki). Ők hárman alkották a vb All-Star csapatának támadósorát. 2010. december 8-án bejelentette a visszavonulását.

## Díjai
- SM-liiga All-Star Gála: 1995
- Raimo Kilpiö-trófea: 1995
- NHL All-Star Gála: 1998 (2002-ben sérülés miatt nem)
- Frank J. Selke-trófea: 1998, 1999, 2003
- Stanley-kupa: 1999
- Egy olimpiai ezüstérem: 2006
- Három olimpiai bronzérem: 1994, 1998, 2010
- Egy világbajnoki aranyérem: 1995
- Három világbajnoki ezüstérem: 1992, 1994, 2007

## Karrier statisztika
| 1992–1993      | Kiekko-Espoo     | SM-liiga       | 45  | 13  | 14  | 27  | 6   | —   | —  | —  | —  | —  |
| 1993–1994      | TPS              | SM-liiga       | 42  | 19  | 20  | 39  | 6   | 11  | 11 | 2  | 13 | 2  |
| 1994–1995      | TPS              | SM-liiga       | 39  | 19  | 23  | 42  | 33  | 13  | 8  | 6  | 14 | 4  |
| 1995–1996      | Michigan K-Wings | IHL            | 1   | 1   | 0   | 1   | 0   | —   | —  | —  | —  | —  |
| 1995–1996      | Dallas Stars     | NHL            | 57  | 6   | 22  | 28  | 16  | —   | —  | —  | —  | —  |
| 1996–1997      | Dallas Stars     | NHL            | 63  | 16  | 27  | 43  | 2   | 7   | 2  | 2  | 4  | 0  |
| 1997–1998      | Dallas Stars     | NHL            | 72  | 23  | 19  | 42  | 20  | 12  | 3  | 5  | 8  | 2  |
| 1998–1999      | Dallas Stars     | NHL            | 74  | 20  | 32  | 52  | 18  | 23  | 10 | 3  | 13 | 2  |
| 1999–2000      | Dallas Stars     | NHL            | 17  | 3   | 5   | 8   | 0   | 13  | 1  | 5  | 6  | 2  |
| 2000–2001      | Dallas Stars     | NHL            | 74  | 20  | 25  | 45  | 24  | 10  | 1  | 0  | 1  | 2  |
| 2001–2002      | Dallas Stars     | NHL            | 73  | 25  | 24  | 49  | 14  | —   | —  | —  | —  | —  |
| 2002–2003      | Dallas Stars     | NHL            | 80  | 31  | 17  | 48  | 20  | 12  | 3  | 2  | 5  | 0  |
| 2003–2004      | Dallas Stars     | NHL            | 58  | 13  | 13  | 26  | 20  | 5   | 0  | 0  | 0  | 0  |
| 2005–2006      | Dallas Stars     | NHL            | 80  | 33  | 19  | 52  | 30  | 5   | 3  | 1  | 4  | 0  |
| 2006–2007      | Dallas Stars     | NHL            | 73  | 26  | 17  | 43  | 16  | 7   | 0  | 0  | 0  | 2  |
| 2007–2008      | Dallas Stars     | NHL            | 48  | 15  | 22  | 37  | 14  | 14  | 4  | 4  | 8  | 2  |
| 2008–2009      | Dallas Stars     | NHL            | 48  | 8   | 16  | 24  | 8   | —   | —  | —  | —  | —  |
| 2009–2010      | Dallas Stars     | NHL            | 58  | 4   | 13  | 17  | 8   | —   | —  | —  | —  | —  |
| NHL Összesíett | NHL Összesíett   | NHL Összesíett | 875 | 243 | 271 | 514 | 210 | 108 | 27 | 22 | 49 | 12 |